# Safi (Malta)
Safi és un municipi de Malta. Està situat a la zona costa sud de l'illa, prop de l'aeroport, i té una superfície de 2,3 km². El 2021 tenia 2.641 habitants.